# Marcha Imperial

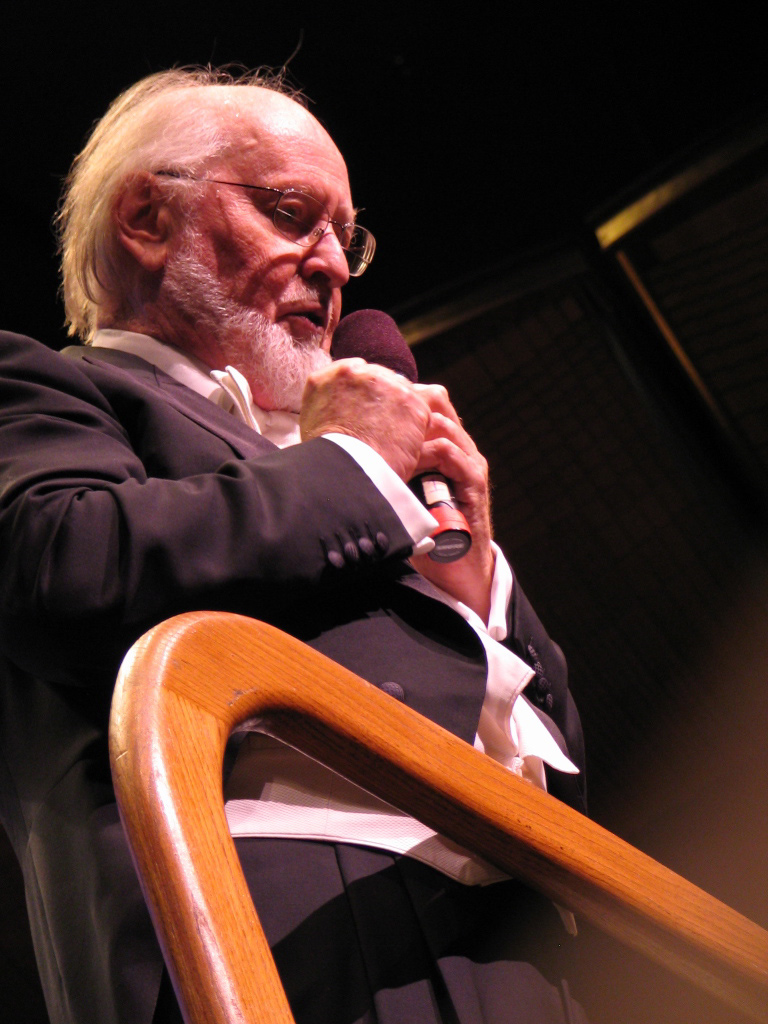
John Williams, el autor del tema.

La "Marcha Imperial" o Tema de Darth Vader es un tema musical presente en la saga de películas Star Wars (excepto en el Episodio IV). Fue compuesto por John Williams y su primera aparición fue en Star Wars: Episode V - The Empire Strikes Back. Uno de los temas más conocidos de la saga, es un ejemplo clásico de un leitmotif.

## Uso en las películas de Star Wars
En las películas la marcha es usada cuando aparece Darth Vader o cuando es mencionado. También se usa para la llegada del emperador Palpatine a la Estrella de la muerte junto con su propio tema.
Existen dos variaciones importantes, y otras menores. La Marcha Imperial es una fanfarria que refleja el poder militar del Imperio, y el Medley Imperial es mucho más siniestro.

### Trilogía original
La Marcha Imperial es usada por primera vez en The Empire Strikes Back vagamente cuando se envían los droides a través de la galaxia. Su mayor apertura es cuando los Destructores Estelares y el «Ejecutor», la nave insignia de Vader, vuelan sobre ellos.
Cuando se aprecia lo bien que se ha organizado el Imperio, se puede oír el tema completo, ayudando a expresar la forma del poderío del Imperio. Menormente se usa en Bespin, cuando Han Solo es congelado en carbonita. También es usado en los créditos pero en varias claves. 
Al final del último episodio se escucha pero con diferentes arreglos, ya que suena como un tema melancólico, tocado por un arpa. Representa a un Anakin Skywalker redimido y muerto tras ver a su hijo «con sus propios ojos».

### Trilogía de las precuelas
La Marcha Imperial es usada pocas veces en las precuelas. Hace alusión al futuro de Anakin Skywalker como Darth Vader. 
En el Episodio I se puede oír cuando Obi-Wan Kenobi y Yoda discuten sobre el futuro de Anakin. Unas pocas notas de la Marcha se pueden oír en el Tema de Anakin en la banda sonora de la película. En esta ocasión, los acordes de la melodía están en Mayor[cita requerida].
En la segunda precuela, Attack of the Clones, la Marcha Imperial suena cuando ocurre un suceso que conducirá a Anakin al Lado Oscuro. Primero es tocada cuando Yoda siente una perturbación en la fuerza en el momento en que Anakin asesina a un poblado de Tusken Raiders para vengar la muerte de su madre. Es muy reconocible durante la escena entre Anakin y Padmé Amidala en la que Anakin le confiesa lo que hizo: «Los maté, los maté a todos, ellos están muertos. Y no solo los hombres, sino también las mujeres y los niños. Ellos son animales, y los maté como animales. ¡Los odio!». Cuando Anakin dice esto la Marcha Imperial es claramente reconocible. Es finalmente tocada cuando el canciller Palpatine admira el ejército de clones en Coruscant, una posible referencia a que los clones se convertirán en stormtroopers, los soldados del Imperio. Across the Stars es tocado en los créditos. En los últimos tonos, cuando la flauta toca la melodía, se oyen algunas notas de la Marcha Imperial, tocadas lenta y profundamente, por debajo del tema de amor.
En el último episodio, Revenge of the Sith, es escuchada en numerosas ocasiones: cuando el consejo Jedi no le da el título de maestro a Anakin, cuando revela a Mace Windu que Palpatine es el líder de los Sith, cuando Anakin recibe su nombre Sith (Darth Vader), cuando los clones tratan de encontrar al maestro Yoda en Kashyyyk tras la Orden 66, cuando Vader se prepara para asesinar a los líderes separatistas, cuando Padmé le propone que escapen juntos, durante el duelo entre Palpatine y Yoda, y cuando le ponen a Anakin la máscara de Darth Vader. También en la última escena cuando se está construyendo la Estrella de la Muerte.

### Trilogía de las secuelas
En el episodio 7, Star Wars: Episodio VII - El despertar de la Fuerza, la marcha suena, con un tono sombrío, en la escena en la que Ben Solo le habla al derretido casco de Darth Vader, pidiéndole que le muestre nuevamente el poder del Lado Oscuro para que así sea capaz de terminar lo que el Lord Sith comenzó.
En el episodio 8, Star Wars: Episodio VIII - Los últimos Jedi, el tema vuelve a sonar en una ocasión y por un corto tiempo, en la escena en que el Líder Supremo Snoke, en sus aposentos dentro de su nave personal "The Supremacy", adula a su aprendiz Kylo Ren al decirle que tiene tanto poder del lado Oscuro como Darth Vader.

## Uso fuera de las películas
- La banda argentina Jauría grabó un cover de la canción en su álbum debut. La canción, llamada Marcha Imperial sirve de introducción para la siguiente canción llamada Guerra de las Galaxias.
- En los festejos del bicentenario de la independencia argentina de los vínculos españoles, la banda militar española tocó la Marcha imperial.[1]
- En el capítulo Marge Gets a Job de Los Simpson se puede escuchar cuando el Sr. Burns mira a sus empleados por las cámaras de seguridad.